# 솔랸카

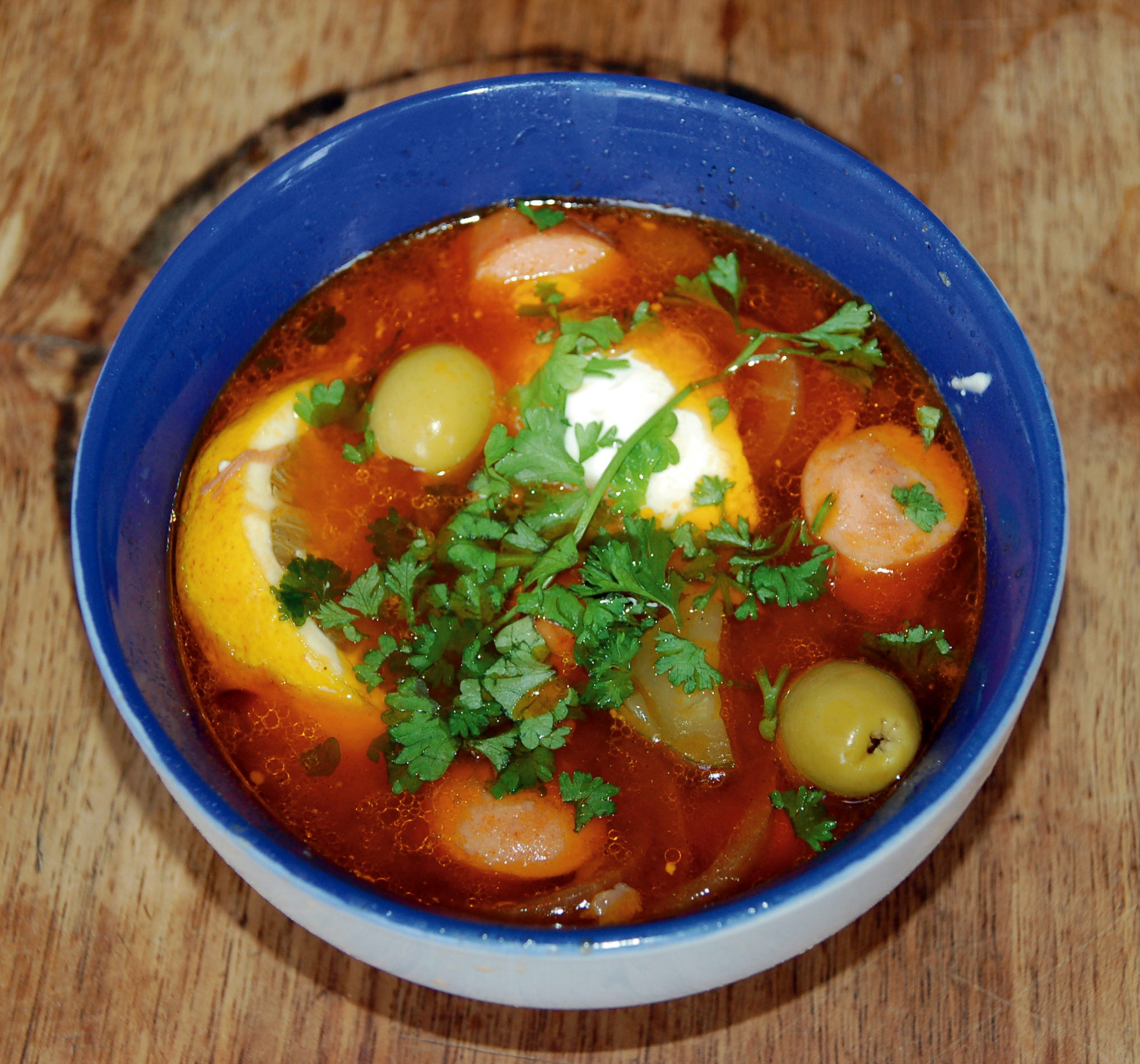
올리브를 곁들인 솔랸카

솔랸카(러시아어: солянка)는 토마토 소스와 고기국물로 끓인 신맛이 나는 러시아의 대표 수프다. 고기나 생선 육수에 토마토와 오레가노와 같은 향신료를 넣고 푹끓인 수프로 식전에 주로 먹는다. 예전에는 세랸카라고 불렸다.

## 같이 보기
- 시 (음식)